# Восстание якобитов 1715 года
Восстание якобитов 1715 года — попытка Джеймса Стюарта (сына Иакова II) отвоевать престол Великобритании у Ганноверской династии. Первым в поддержку претендента выступил Джон Эрскин, 22-й граф Мар, собравший армию в Шотландии. Английские повстанцы были разгромлены при Престоне, уже после этого поражения Джеймс высадился на острове и короновался в Скуне как король Шотландии (январь 1716 года). Из-за поражения Мара Джеймсу пришлось бежать на континент. Многие высокопоставленные участники заговора были казнены, остальных амнистировали (за исключением Мак-Грегоров).

## Предыстория
В ходе Славной революции 1688—1689 годов король-католик Яков II из династии Стюартов был свергнут с престолов Англии и Шотландии. Он бежал под защиту короля Франции Людовика XIV, власть захватил его племянник и зять, протестант Вильгельм III Оранский. Этот монарх умер в 1702 году бездетным, но за год до этого издал Акт о престолонаследии, согласно которому английскую корону мог получить только человек, состоящий в евхаристическом общении с англиканской Церковью. Члены династии, исповедовавшие католицизм, состоявшие в браке с католиками либо происходившие от католиков, отстранялись от наследования. Это означало, что после смерти Вильгельма и его наследницы Анны, второй дочери Якова II и протестантки Анны Хайд, престол должен был отойти не сыну Якова от католички Марии Моденской Джеймсу, а представителям Ганноверской династии, происходившим от тётки свергнутого короля.
Английское общество приветствовало этот акт: в его глазах последние Стюарты скомпрометировали себя обращением в католичество и союзом с Францией. Тем не менее в течение правления Анны (1702—1714) ходили слухи, что королева хочет передать корону своему единокровному младшему брату. Государственный секретарь Генри Сент-Джон, 1-й виконт Болингброк, и премьер-министр Роберт Харли вели с Джеймсом тайные переговоры о реставрации Стюартов. Джеймс мог рассчитывать на многочисленных сторонников в Шотландии. В 1708 году во время Войны за испанское наследство он приблизился к побережью на французских кораблях, но английская эскадра не дала ему высадиться.
По условиям Утрехтского мира 1713 года Франция отказалась поддерживать Стюартов. Королева Анна умерла в 1714 году, и престол перешёл к Георгу I Ганноверскому. Теперь британское правительство полностью контролировали виги, враги Стюартов; Харли оказался в Тауэре, а Болингброк бежал на континент и стал государственным секретарём при Джеймсе. Он убеждал принца в том, что нужно немедленно поднять восстание. 19 августа 1715 года виконт написал Джеймсу: «События приближаются к тому моменту, когда либо вы, сэр, встав во главе тори, спасёте церковь и конституцию Англии, либо и то, и другое будет безвозвратно потеряно». Джеймс 23 августа того же года написал герцогу Бервику, своему единокровному брату: «Я думаю, что сейчас скорее, чем когда-либо, сейчас или никогда».

## Ход восстания
В августе 1715 года один из руководителей якобитов Джон Эрскин, 23-й граф Мар, прибыл в Шотландию и 27 августа в Бремаре (Абердиншир) провёл первый военный совет. 6 сентября в том же городе он поднял знамя «Джеймса VIII и III», которое приветствовали 600 сторонников. Британский парламент отреагировал на это приостановкой действия Habeas Corpus и принятием закона о конфискации земель мятежников в пользу их вассалов, поддержавших лондонское правительство. Некоторые арендаторы Мара сразу после этого отправились в Эдинбург, чтобы доказать свою преданность короне.
Якобиты добились значительных успехов: к октябрю они установили контроль над почти всей Шотландией к северу от Ферт-оф-Форта. Лорд Драммонд с 80 людьми попытался внезапным ночным нападением занять Эдинбургский замок, но потерпел неудачу и был схвачен. При этом Мар вёл себя нерешительно, из-за чего командовавший правительственной армией Джон Кэмпбелл, 2-й герцог Аргайл, смог получить подкрепления из Ирландии. Численное превосходство тем не менее было у мятежников: 13 ноября в сражении при Шерифмуре они нанесли серьёзные потери Аргайлу, но не стали развивать успех и даже отступили в Перт.
Тем временем власти смогли предотвратить якобитское восстание на западе Англии, к которому были готовы примкнуть три пэра и шесть членов парламента. Многие видные участники заговора были арестованы, в Бристоль, Саутгемптон, Плимут и Оксфорд были введены войска. 6 октября 1715 года началось восстание на севере Англии, в Нортумберленде. В нём приняли участие два пэра (Джеймс Рэдклифф, 3-й граф Дервентуотер, и Уильям Уиддрингтон, 4-й барон Уиддрингтон) и Чарльз Рэдклифф, позже ставший де-юре 5-м графом Дервентуотером. В Ланкашире к повстанцам примкнул Эдуард Говард, впоследствии 9-й герцог Норфолк. Мятежники объединились с отрядом шотландских якобитов во главе с Уильямом Гордоном, 6-м виконтом Кенмуром, и двинулись вглубь Англии. При Престоне 12 ноября они столкнулись с правительственной армией, нанесли врагу серьёзные потери в первый день, но после того, как противник получил значительные подкрепления, сдались.
22 декабря 1715 года в Шотландии (в Питерхеде) высадился Джеймс Стюарт. К моменту его прибытия в Перт 9 января 1716 года армия Мара насчитывала менее 5 тысяч человек, тогда как Аргайл постоянно усиливался. 27 января претендент всё же короновался в Скуне как король Шотландии Яков VIII, но 30 января Мару пришлось вывести войска из Перта, а 5 февраля Яков бежал на континент.

## Последствия
Многих якобитов после подавления мятежа судили за государственную измену и приговорили к смертной казни. 14 мая 1716 года Генри Оксбург был казнён в Тайберне через повешение, потрошение и четвертование. Закон о возмещении ущерба, принятый в июле 1717 года, предполагал помилование для всех мятежников, за исключением клана Мак-Грегоров.
В 1719 году претендент предпринял новую попытку отвоевать престол, используя на этот раз помощь испанцев, но снова потерпел неудачу. В 1745 году в Шотландии высадился его сын, известный как «младший претендент», но и он был разбит. В течение XVIII века поддержка Стюартов в Шотландии и Англии практически сошла на нет.

## В культуре
В Северной Англии и Шотландии 1715 года происходит действие романа Вальтера Скотта «Роб Рой», посвящённого, правда, главным образом описанию жизни обычных людей, а не масштабным историческим событиям.